# Balme Saint-Clair
Pour les articles homonymes, voir Saint-Clair et Balme.

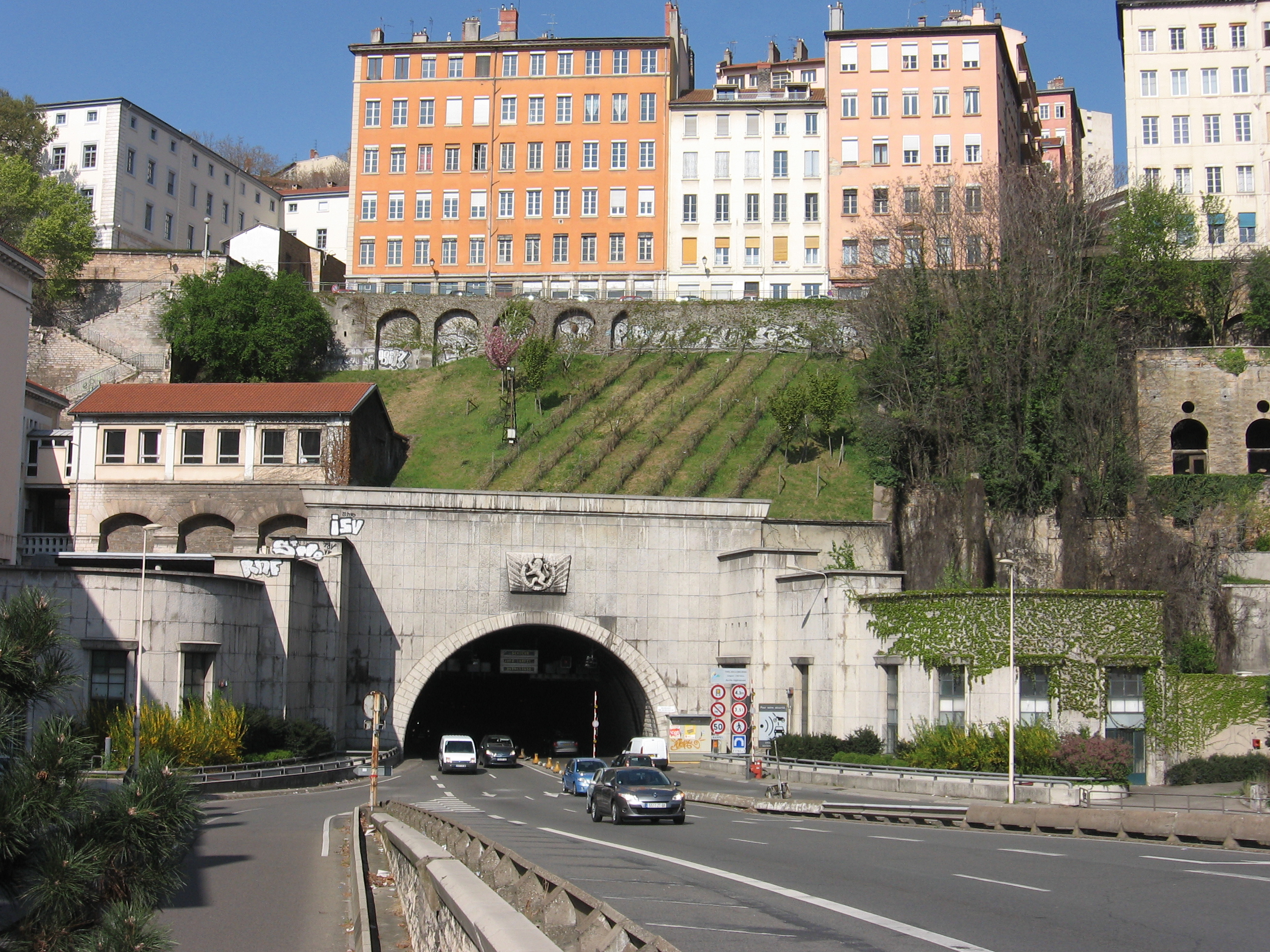
La balme Saint-Clair au-dessus du tunnel de la Croix-Rousse.

La balme Saint-Clair est un terrain pentu situé dans le 1er arrondissement de Lyon entre le Rhône et la rue des Fantasques, certains le faisant remonter jusqu'à la montée Saint-Sébastien. C'est dans ce secteur qu'ont été faites les premières découvertes des arêtes de poisson.

## Histoire

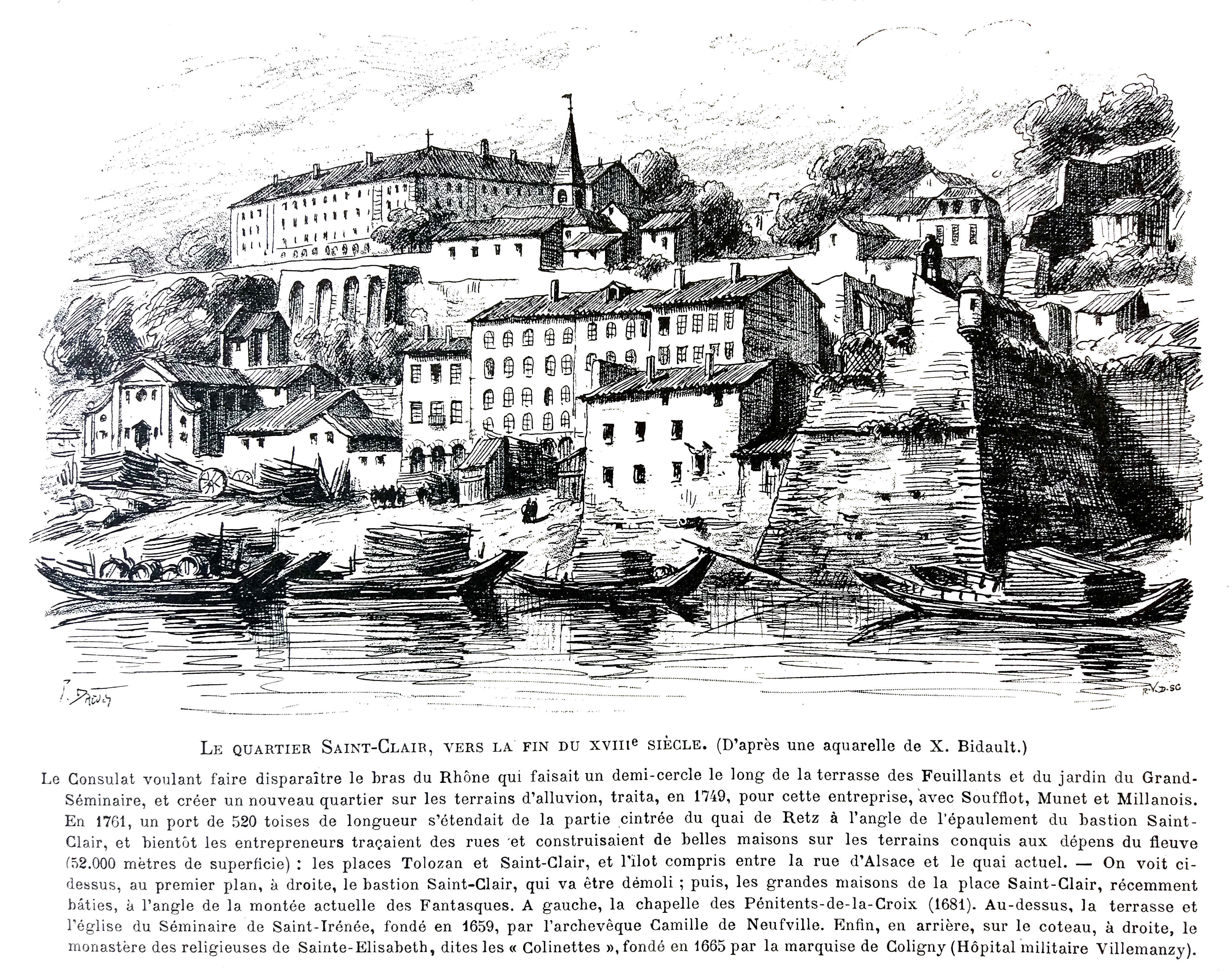
Le quartier Saint-Clair, vers la fin du XVIIIe siècle.

Un inventaire archéologique réalisé en 1994 sur l'ensemble pentes de la Croix-Rousse montre que la trame urbaine de la colline est postérieure à 10 av. J.-C. En ce qui concerne le versant nord-est, situé au-dessus des arêtes de poisson, le peu de matériel recensé ne permet pas de situer avec précision une occupation antique. Quelques inscriptions funéraires découvertes permettent toutefois de qualifier le site de suburbain.
La première maison connue du quartier, appartenant aux sires de Villars, est attestée en 1493. Elle a probablement été détruite en 1564, au moment de la construction de la citadelle Saint-Sébastien.
En 1512, Louis XII décide de construire un mur de défense au nord de Lyon, allant du Rhône à la Saône. Au milieu du XVIe siècle, on voit sur le plan scénographique de Lyon, la récluserie Saint-Clair (attestée au XIIIe siècle), et à côté la récluserie Saint-Sébastien, entourées de vignes.
Une nouvelle maison apparaît au début du XVIIe siècle, au sud de la balme, appartenant à François Leigerot et attestée en 1608. Elle est rachetée par Claude Combet en 1633, puis par Cyprien de la Salle en 1646. Il la revend à la confrérie des Pénitents de la Passion en 1682 qui construisent une chapelle. Une seconde maison, attestée en 1612, appartient à Jean Chapuis ; elle est vendue ensuite à Françoise Cador, puis à Léonard Gérard et André Severt. Le terrain de Severt est racheté en 1678 par l'abbaye de Saint-Pierre, puis en 1737 par la faïencerie Lemalle-Breton qui déménage depuis La Guillotière et doit finalement repartir en 1748 à la suite de son rachat par Jacques-Germain Soufflot.
Soufflot, avec Breton, Léonard Milanais et Desraisses, rachète à l'abbesse de Saint-Pierre le 12 décembre 1742, un terrain sur lequel est construite la chapelle Saint-Clair. En 1743, deux architectes lyonnais qui expertisent la propriété, donnent la seule description de la balme qui nous soit parvenue : « nous nous sommes ensuite transportés dans l'intérieur dudit tènement de jardin dont le terrain est très pentif de soir à matin. [...] Ce tènement est clos du côté de matin par un mur de maçonnerie d'environ dix pieds de hauteur au milieu duquel se trouve une porte à charrette garnie de sa fermeture et serrures, laquelle ferme tout cet emplacement de ce côté ; et du côté de soir il n'y a aucune cloture, si ce n'est une balme qui s'élève d'environ douze à quinze pieds et garnie de plusieurs arbrisseaux formant une haye ; [...] »,.
Le 2 mai 1748, l'architecte Soufflot et le marchand Milanais obtiennent des échevins la permission de construire un mur à l'ouest de leur propriété, pour séparer leur terrain de celui des Pénitents de la Croix, qui marquera la naissance de la rue des Fantasques. Ce mur prévoit l'écoulement des eaux pluviales du côté du bastion Saint-Clair.
Dans une délibération du 22 octobre 1749, le Consulat confie à Soufflot, Milanais et Melchior Munet la construction du port et du quai Saint-Clair, le quai allant du pont de la Guillotière jusqu'au bastion de Saint-Clair. Les travaux qui devaient être terminés dans les cinq ans, à partir du 1er janvier 1750, sont suspendus par le procureur du roi le 7 septembre 1757. Après plusieurs rebondissements, débats et arbitrages, les difficultés sont définitivement réglées en 1770.
En 1772, le Consulat obtient l'autorisation du roi pour détruire le bastion Saint-Clair. Il est remplacé par une porte de ville, confiée à l'architecte Chambaud.
En 1950, Amable Audin découvre un mur de soutènement et un mur de refend antiques dans l'arrière-cour du numéro 10 de la rue des Fantasques ; à l'angle de ces murs, il met au jour la sépulture d'un soldat romain contenant un riche mobilier : les monnaies permettent de situer son décès à la fin du IIe siècle, ce qui pourrait l'associer à la bataille de Lugdunum.